# Paul Meyer (musicien)
Pour les articles homonymes, voir Paul Meyer et Meyer.
Paul Meyer, né le 5 mars 1965 à Mulhouse, est un clarinettiste et chef d'orchestre français.

## Biographie
Après avoir commencé la clarinette au conservatoire de Mulhouse sous l’enseignement du professeur Henri Cianferani, Paul Meyer fait ses études au Conservatoire national supérieur de musique de Paris, où il entre à l'âge de 14 ans et y obtient ses prix de clarinette et de musique de chambre deux ans plus tard, puis se perfectionne à la Musikhochschule (de) de Bâle auprès de Hans Rudolf Stalder. Il donne son premier concert en tant que soliste avec l'Orchestre symphonique du Rhin à l'âge de treize ans. Il commence une carrière de soliste après avoir remporté le Concours Eurovision des jeunes musiciens en 1982, et la prestigieuse compétition des Jeunes artistes de concert (en) en 1984 à New York.
Il commence sa carrière professionnelle à 18 ans, en 1983, comme clarinette solo à l'Orchestre de l'Opéra de Lyon. En 1984, il entre à l'Ensemble intercontemporain sous la direction de Pierre Boulez. En 1985, il est nommé clarinette solo de l’Orchestre de l'Opéra national de Paris, où il restera trois ans.
Dès lors, il est l'un des rares clarinettistes à pouvoir orienter sa carrière vers une carrière de soliste international en dépit du répertoire limité de la clarinette. 
Comptant parmi les clarinettistes actuels les plus réputés, Paul Meyer joue avec la plupart des grandes formations internationales telles que l'Orchestre national de France, l'Orchestre du Concertgebouw d'Amsterdam, l'Orchestre philharmonique de la BBC, l'Orchestre symphonique de la NHK, l'Orchestre symphonique allemand de Berlin, l'Orchestre philharmonique de Dresde, le Sinfonia Varsovia, l'Orchestre philharmonique de Radio France, l'Orchestre philharmonique de Monte-Carlo, l'Orchestre national Bordeaux Aquitaine, l'Orchestre philharmonique de Strasbourg, le Mahler Chamber Orchestra, sous la direction de grands chefs tels que Luciano Berio, Dennis Russell Davies, Michael Gielen, Hans Graf, Günther Herbig, Marek Janowski, Emmanuel Krivine, Jerzy Maksymiuk, Yehudi Menuhin, Kent Nagano, Esa-Pekka Salonen, Heinrich Schiff, Ulf Schirmer, Michael Schønwandt et David Zinman.
En plus du répertoire classique et romantique, Paul Meyer participe à la création d'œuvres contemporaines dont le concerto de Krzysztof Penderecki au festival Kissinger Sommer à Bad Kissingen, le concerto de Gerd Kühr (en) au Festival de Salzbourg, le concerto de James MacMillan à Glasgow, ou encore Alternatim de Luciano Berio, concerto qui lui est dédié et qu'il présente également à Berlin, Paris, Rome, Tokyo, au Pays de Galles, au Festival de Salzbourg et au Carnegie Hall à New-York. En 2000, il donne à Paris la création du Concerto pour clarinette de Michael Jarrell avec l'Orchestre de Paris et Sylvain Cambreling et au Konzerthaus de Vienne la création mondiale du Quintette avec piano de Krzysztof Penderecki avec Mstislav Rostropovitch, Yuri Bashmet, Dimitri Alexeev et Julian Rachlin. En 2005, il donne à l'Opéra de Rennes la création de "(une) Ouverture" pour clarinette et orchestre de Jean-Philippe Goude. Il a enregistré le conte musical Le Roi qui n'aimait pas la musique de Karol Beffa. 
Passionné de musique de chambre, Paul Meyer collabore avec d'éminents artistes et amis dont François-René Duchâble, Éric Le Sage, Maria Joao Pirès, Yuri Bashmet, Gérard Caussé, Gidon Kremer, Yo-Yo Ma, Mstislav Rostropovitch, Vladimir Spivakov, Tabea Zimmermann, Heinrich Schiff, Barbara Hendricks, Natalie Dessay, Emmanuel Pahud et les quatuors à cordes Carmina, Cleveland, Hagen, Melos, Emerson, Takács et Vogler. Il a eu l'honneur de jouer en musique de chambre avec Isaac Stern et Jean-Pierre Rampal.
Il est cofondateur avec le flûtiste Emmanuel Pahud et le pianiste Eric Le Sage du Festival international de musique de chambre de Provence.
Il a participé pendant six ans au développement d'une nouvelle clarinette dénommée la Divine pour le facteur Buffet Crampon; cette clarinette intègre de nombreuses innovations (insert Green Line, fibre de carbone...) et est dérivée de la perce large du modèle RC.
En 2024, il se produit aux Rencontres musicales d'Évian.

## Direction d'orchestre
Paul Meyer se consacre de plus en plus à la direction d'orchestre notamment avec l'Orchestre philharmonique de Radio France, l'Ensemble orchestral de Paris, les Orchestres de Bordeaux, Nice et Toulouse, l'English Chamber Orchestra, le Scottish Chamber Orchestra, l'Orchestre de chambre de Munich, l'Orchestre de chambre de Stuttgart, l'Orchestre de chambre de Genève, l'Orchestra di Padova et del Veneto, l'Orchestre symphonique G. Verdi de Milan, l'Orchestre philharmonique de Belgrade, l'Orchestre symphonique de Bilbao, l'Orchestre symphonique de Taipei. Il a effectué une tournée en France avec l'Orchestre de chambre de Prague (Requiem de Mozart), ainsi qu'une tournée en Italie avec l'Orchestre d'Archi Italiana. En avril 2007, Paul Meyer est nommé par Myung-Whun Chung Chef Associé de l'Orchestre philharmonique de Séoul. En 2008/2009, il est le chef invité des orchestres philharmoniques de Chine, Tokyo, Copenhague, Rotterdam…
En 2012, il enregistre l'intégrale des concertos pour clarinette de Spohr avec l'Orchestre de chambre de Lausanne, qu'il dirige pour l'occasion.

## Discographie
Sa discographie comprend des œuvres de Mozart, Beffa, Weber, Copland, Busoni, Krommer, Pleyel, Brahms, Schumann, Bernstein, Arnold, Piazzolla, Poulenc, Fauré, Louis Spohr, etc. chez Denon, Erato, Sony, EMI, BMG, Alpha… Ses enregistrements ont obtenu de nombreuses récompenses (Diapason d'Or, Choc du Monde de la Musique, Stern des Monats Fonoforum, Prix de la révélation musicale, Victoires de la musique 1999). À noter par exemple le Quatuor pour la fin du temps de Messiaen avec Myung-Whun Chung, Gil Shaham et Jian Wang (en) (DGG) et le Kammerkonzert de Hartmann avec l'Orchestre de chambre de Munich (ECM). Le Récital Brahms avec Eric Le Sage (BMG), la musique de chambre avec Emmanuel Pahud et Éric Le Sage, ainsi que son premier disque en tant que chef d'orchestre avec l'Orchestra di Padova e del Veneto et Jean-Marc Luisada (BMG).

## Décoration
- Commandeur de l'ordre des Arts et des Lettres (2012)